# آیدا گایستنووا
آیدا گایستنووا (قزاقی: Айда Мұратқызы Гайстенова؛ زادهٔ ۲۱ مهٔ ۱۹۹۴) بازیکن فوتبال اهل قزاقستان است.
وی همچنین در تیم ملی فوتبال زنان قزاقستان بازی کرده‌است.